# Город-земля (Германия)

Структура административного устройства Германии

Город-земля (нем. Stadtstaat) — город, являющийся самостоятельной федеральной землёй Германии. Является антиподом территорий других земель ФРГ — так называемых «земель-территорий» или «равнинных земель» (нем. Flächenland).
В современном федеративном устройстве Германии сохранились три города-земли:
- Берлин
- Вольный и ганзейский город Гамбург
- Вольный ганзейский город Бремен

Исторически многие немецкие города обладали высокой степенью самостоятельности, в частности — из-за того, что являлись крупными центрами торговли, входившими в Ганзейский союз. В истории Германии в качестве города-земли или (дословно с нем. Stadtstaat) города-государства в составе Германской империи с 1871 по 1933 годы находился Свободный и ганзейский город Любек.